# علی عبدل عزیز
علی عزیز (انگلیسی: Ali Aziz؛ زادهٔ (۱۵ ژانویهٔ ۱۹۹۹) مدیر هنرهای رزمی ترکیبی و جودوکار مصری-آمریکایی است.
او از طریق شرکت خود چندین قهرمان یواف‌سی، از جمله حبیب نورمحمدوف، هنری سجودو و Justin Gaethje را پرورش می‌دهد.
عبدالعزیز مؤسس و رئیس Dominance MMA Management است.
او همچنین قهرمان سبک‌وزن PFL، کیلا هریسون و قهرمان سابق وزن پر، لنس پالمر را پرورش داده‌است.